# Capital ficticio
El capital ficticio (en alemán: fiktives Kapital) es un concepto utilizado por Karl Marx en su crítica a la economía política. Se introduce en el capítulo 25 del tercer tomo de El Capital. El capital ficticio contrasta con lo que Marx llama "capital real", que es el capital realmente invertido en medios físicos de producción y trabajadores, y "capital monetario", que son los fondos reales que se mantienen. El valor de mercado de los activos de capital ficticios (como acciones y valores) varía según el rendimiento esperado de esos activos en el futuro, lo que Marx consideró que estaba sólo indirectamente relacionado con el crecimiento de la producción real. Efectivamente, el capital ficticio representa "derechos acumulados, títulos legales, sobre la producción futura" y más específicamente derechos sobre los ingresos generados por esa producción.
- El capital ficticio podría definirse como una capitalización de la propiedad. Tal propiedad es real y legalmente impuesta, al igual que las ganancias obtenidas de ella, pero el capital involucrado es ficticio; es "dinero que se pone en circulación como capital sin ninguna base material en mercancías o actividad productiva".[3]
- El capital ficticio también podría definirse como "derechos de riqueza en acciones negociables", aunque los propios activos tangibles, bajo ciertas condiciones, también pueden tener un precio enormemente inflado.[4]

Cuando supera en magnitud al propio capital real se convierte en lo que se ha llamado por algunos marxistas "capital especulativo parasitario". En términos de la economía financiera convencional, el capital ficticio es el valor actual neto de los flujos de efectivo futuros esperados.
El término también lo utiliza el economista Cédric Durand como título de un libro de 2017, El capital ficticio: Cómo las finanzas se apropian de nuestro futuro. El libro sostiene que la intervención gubernamental permite que el capital ficticio "asuma proporciones incompatibles con el potencial de producción real de las economías", lo que conduce inevitablemente a crisis como la Gran Recesión.

## Usos del término
Marx vio el origen del capital ficticio en el desarrollo del sistema crediticio y del sistema de acciones. "La formación de un capital ficticio se llama capitalización". Representa un reclamo de derechos de propiedad o ingresos. Tales reclamaciones pueden adoptar muchas formas, por ejemplo, una reclamación sobre futuros ingresos fiscales del gobierno o una reclamación emitida contra un producto que aún no se ha vendido. También son capital ficticio las acciones, participaciones y bonos emitidos por empresas y negociados en los mercados de valores.
Una empresa puede obtener capital (no ficticio) mediante la emisión de acciones, participaciones y bonos. Este capital puede usarse luego para generar plusvalía, pero una vez que este capital se pone en movimiento, los derechos de los propietarios del certificado de acciones, etc., son simplemente "derechos comercializables sobre una participación en la producción futura de plusvalía". El mercado de valores "es un mercado de capitales ficticios. Es un mercado de circulación de derechos de propiedad como tales".
Dado que el valor de estos derechos no funciona como capital, es simplemente un derecho sobre el excedente futuro, "el valor de capital de dicho papel es... totalmente ilusorio... El papel sirve como título de propiedad que representa este capital.
Las acciones de ferrocarriles, minas, compañías de navegación y similares representan capital real, es decir, el capital invertido y en funcionamiento en tales empresas, o la cantidad de dinero adelantada por los accionistas con el fin de ser utilizada como capital en tales empresas ... ; pero este capital no existe dos veces: una como valor de capital de los títulos de propiedad (acciones), por una parte, y, por otra, como capital real invertido o por invertir en esas empresas. "El capital "existe sólo en esta última forma", mientras que la acción o participación "no es más que un título de propiedad sobre una parte correspondiente del plusvalor que debe realizar".
La formación de capital ficticio está, para Marx, vinculada a la contradicción más amplia entre el sistema financiero en el capitalismo y su base monetaria. Marx escribe: "Con el desarrollo del capital que devenga intereses y del sistema crediticio, todo el capital parece duplicarse, y a veces triplicarse, mediante los diversos modos en que aparece el mismo capital, o quizás incluso el mismo derecho sobre una deuda. "En diferentes formas y en diferentes manos. La mayor parte de este "capital dinerario" es puramente ficticio. Todos los depósitos, con excepción del fondo de reserva, son meros derechos frente al banquero, que, sin embargo, nunca existen como depósitos." La expansión del sistema crediticio puede, en períodos de expansión capitalista, ser beneficiosa para el sistema; pero en períodos de crisis económica e incertidumbre, los capitalistas tienden, sostiene Marx, a considerar la seguridad del "dinero-mercancía" (el oro) como la medida última del valor. Marx tiende a asumir la convertibilidad del papel moneda en oro. Sin embargo, el moderno sistema de papel moneda inconvertible, respaldado por la autoridad de los estados, plantea mayores problemas. Aquí, en períodos de crisis, "la clase capitalista parece tener una opción entre devaluar el dinero o las mercancías, entre inflación o depresión. En el caso de que la política monetaria se dedique a evitar ambas cosas, simplemente terminará incurriendo en ambas".

## Especulación
Se pueden obtener beneficios únicamente negociando una variedad de derechos financieros que existen sólo en papel. Ésta es una forma extrema del fetichismo de las mercancías en el que se disfraza la fuente subyacente de plusvalor en la explotación de la fuerza de trabajo. De hecho, se pueden obtener ganancias utilizando únicamente capital prestado para participar en comercio (especulativo), sin el respaldo de ningún activo tangible.
El precio del capital ficticio está regido por una serie de determinantes complejos. En primer lugar, se rigen por los "ingresos presentes y futuros previstos a los que la propiedad da derecho al titular, capitalizados al tipo de interés vigente". Pero el capital ficticio también es objeto de especulación. El valor de mercado de dichos activos puede aumentar e inflarse artificialmente, simplemente como resultado de factores de oferta y demanda que a su vez pueden manipularse para obtener ganancias. El valor inflado puede ser destruido con la misma rapidez si se retiran grandes cantidades de capital.

## Ejemplos

### Bancos
Marx cita el caso de un tal señor Chapman que testificó ante el Comité de Leyes de Bancos Británicos en 1857:
"aunque en 1857 él mismo todavía era un magnate del mercado monetario, [Chapman] se quejaba amargamente de que había varios grandes capitalistas monetarios en Londres que eran lo suficientemente fuertes como para desordenar todo el mercado monetario en un momento dado y de esta manera desplumar Se suponía que había varios grandes tiburones de este tipo que podían agravar significativamente una situación difícil vendiendo Consols por valor de uno o dos millones de libras y tomando así una suma equivalente de billetes (y con ello préstamos disponibles). capital) fuera del mercado. La colaboración de tres grandes bancos en tal maniobra sería suficiente para convertir la presión en pánico."
Marx añadió que:
"La mayor potencia del capital en Londres es, por supuesto, el Banco de Inglaterra, pero su posición como institución semiestatal le hace imposible afirmar su dominio de una manera tan brutal. Sin embargo, también es suficientemente capaz de cuidar de sí mismo. ... En la medida en que el Banco emite billetes que no están respaldados por la reserva metálica de sus bóvedas, crea fichas de valor que no sólo son medios de circulación, sino que también forman para ello un capital adicional, aunque ficticio, al nominal. valor de estos pagarés fiduciarios, y este capital adicional le reporta una ganancia adicional."

### Acciones públicas
Marx escribe:
"En la medida en que la depreciación o el aumento de valor de este papel es independiente del movimiento de valor del capital real que representa, la riqueza de la nación es tan grande antes como después de su depreciación o aumento de valor.
"Las acciones públicas y las acciones del canal y del ferrocarril ya se habían depreciado el 23 de octubre de 1847 en total por la cantidad de £ 114.752.225". (Morris, gobernador del Banco de Inglaterra, testimonio en el Informe sobre dificultades comerciales, 1847-48 [núm. 3800].)

"A menos que esta depreciación reflejara una paralización real de la producción y del tráfico en canales y ferrocarriles, o una suspensión de empresas ya iniciadas, o un despilfarro de capital en empresas positivamente inútiles, la nación no se empobreció ni un centavo por el estallido de esta burbuja de jabón. capital-dinero nominal."

### Inmuebles
Elliot Goodell argumentó en 2024 en favor de la desmercantilización de la vivienda al observar que en Vancouver los crecientes precios de mercado del el mercado inmobiliario no corresponden al valor de cambio de la vivienda, por lo que "indica la presencia de capital ficticio".